# Bajo la sombra del árbol
Bajo la sombra del arbol en inglés (Under the Umbrella Tree) es una serie de televisión canadiense para niños creada por Noreen Young que originalmente se emitió en CBC/Radio-Canada desde 1986-1993. El espectáculo fue producido por CBC y Noreen Young Productions, y también más tarde por Disney Channel, que comenzó a emitir el programa el 7 de mayo de 1990.
La serie se centra en un conjunto diverso de personajes principales que comparten una casa en Spring Street en un suburbio de Ottawa, Ontario. Los personajes incluyen a Holly (una mujer), Iggy (una iguana), Jacob (un arrendajo azul) y Gloria (una geomida). El título del espectáculo se deriva del hecho de que los personajes viven juntos en una casa con un árbol de paraguas interior prominente.
Cuando la producción del espectáculo terminó en 1993, la sindicación continuó en The Disney Channel hasta 1997, y en YTV y Canal Famille hasta 1997. Veintisiete episodios del espectáculo fueron lanzados al DVD por Cinerio Entertainment en sociedad con Noreen Young en 2006, siguiendo una larga espera para la expiración de los derechos de propiedad.

## La serie
Se produjeron 280 episodios a lo largo de los años, con 270 con 15 minutos de duración y 10 con especiales de 30 minutos. Cada episodio se centra en un tema diferente, como deportes, vacaciones, canto, baile, ejercicio y varias otras actividades. Sin embargo, a menudo se entretejen valiosas lecciones de vida en cada historia, como la importancia de cumplir las promesas, ser considerado con los demás o asumir la responsabilidad de las acciones de uno.
Los personajes del programa fueron creados por Ken Sobol, quien también escribió la mayoría de los episodios de la serie. Sobol había trabajado estrechamente previamente con Noreen Young en Readalong y Téléfrançais, otras dos series de televisión para niños.

## Personajes
Holly Higgins (interpretada por Holly Larocque) El único miembro del elenco humano. Holly sirve como figura paterna y mentora de los tres personajes de títeres. Ella se refiere cariñosamente a Iggy, Gloria y Jacob como sus "compañeras de habitación", aunque parece manejar la mayor parte del día a día del hogar, como limpiar, cocinar y es quien paga el alquiler. Ella es conocida por ser divertida, artística, paciente y generosa. Holly también tiene un tío Jack (interpretado por Don Westwood) y una tía Jill, que trabajan como un dúo musical de Inglaterra, aunque solo Jack ha visitado la casa.
Gloria la Geomida (interpretada por la voz de Noreen Young) Gloria es la única marioneta femenina en la casa de la sombra del árbol, y vive y duerme bajo el árbol, que se encuentra detrás del sofá. Es conocido como su madriguera. Gloria disfruta de la música y las artes escénicas, pero puede ser tímida con sus intereses, incluso con sus mejores amigas. También es un poco marimacho y no le gusta que le traten de manera diferente solo porque es una niña. Su nombre completo es Gloria Gladys Grace Gabriella Gardenia Glenda Gale Gopher.
Iggy la Iguana (interpretado por la voz de Bob Stutt) Iggy duerme en el estante de la residencia de la sombra del árbol, y sus características incluyen a veces pensar demasiado en sí mismo y cometer involuntariamente errores. Le gusta tocar la guitarra, y a menudo ve a Jacob como un rival amistoso en deportes y muchas otras actividades. También tiene un tío, Rod Iguana, que vive en Arizona.
Jacob el Arrendajo azul (interpretado por la voz de Stephen Brathwaite) Jacob es el único miembro de la familia de la sombra del árbol capaz de volar, y algunas veces entra a la casa volando a través de las ventanas abiertas. Por lo general, duerme en su propia casa de pájaros en el patio. Jacob a veces inventa cosas, pero rara vez funcionan como planea, lo que resulta en un resultado humorístico. Tiene tendencia a confundir las cosas y decir "lo sabía" cada vez que descubre algo.